# Thủy điện Bảo Lạc
Thủy điện Bảo Lạc là nhóm thủy điện xây dựng trên sông Gâm tại vùng đất huyện Bảo Lạc tỉnh Cao Bằng, Việt Nam.
- Thủy điện Bảo Lạc B có công suất lắp máy 18 MW với 2 tổ máy, sản lượng điện hàng năm 35,3 triệu KWh, khởi công tháng 6/2018, hoàn thành tháng 6/2020, xây dựng tại xã Bảo Toàn huyện Bảo Lạc .[5][6]
- Thủy điện Bảo Lạc A có công suất lắp máy 30 MW với 2 tổ máy, sản lượng điện hàng năm 170 triệu KWh, dự kiến khởi công năm 2020, hoàn thành năm 2022, xây dựng tại xã Cô Ba huyện Bảo Lạc .[7]